# Denis Obua (futbolista)
Denis Obua (Akol, Uganda; 13 de junio de 1947 – 4 de mayo de 2010) fue un futbolista, entrenador de fútbol y dirigente deportivo de Uganda que jugó en la posición de extremo. Es considerado como uno de los mejores extremos de la historia de Uganda.

## Carrera

### Club
| Periodo   | Club             |
| --------- | ---------------- |
| 1967      | Coffee United SC |
| 1968-1978 | Police           |
| 1979      | Maroons FC       |
| 1979      | Luo Union        |
| 1980-1983 | Police           |
| 1983      | Villa SC         |

### Selección nacional
Jugó para Uganda en 11 ocasiones de 1968 a 1977 y anotó cinco goles; participó en tres ediciones de la Copa Africana de Naciones.

### Entrenador
| Periodo   | Club          |
| --------- | ------------- |
| 1984-1990 | Police        |
| 1990-1995 | Uganda sub-20 |

### Dirigente
Fue presidente de la Federación de Fútbol de Uganda de 1998 a 2004, y también fue presidente de la CECAFA de 2005 a 2007, donde posteriormente pasó a ser presidente honorario hasta su muerte.

## Vida personal
Denis Obua tuvo 18 hijos. Uno de ellos, David, también fue futbolista seleccionado nacional y jugó con el Hearts en la Scottish Premier League. Otro de sus hijos, Eric, jugó para el SC Villa de la Ugandan Super League, otro hijo, Kevin, jugó a nivel estudiantil con St Mary's Secondary School, Kitende. Su hija, Sarah Desire Birungi, fue jugadora de netball y fue la capitana del National Insurance Corporation en la Uganda National Netball League.

## Logros

### Club
- Copa de Uganda (1): 1983

### Individual
- Goleador de la Superliga de Uganda en 1977.